# Rašeliniště Jizery
Rašeliniště Jizery este o arie protejată (arie specială de conservare — SAC, sit de importanță comunitară — SCI) din Republica Cehă întinsă pe o suprafață de 396,8 ha, integral pe uscat.

## Localizare
Centrul sitului Rašeliniště Jizery este situat la coordonatele 50°51′02″N 15°20′35″E / 50.850556°N 15.343056°E.

## Înființare
Situl Rašeliniště Jizery a fost declarat sit de importanță comunitară în aprilie 2005 pentru a proteja un număr necunoscut de specii din flora spontană și fauna sălbatică aflate în arealul zonei. Situl a fost protejat și ca arie specială de conservare în iulie 2012.

## Biodiversitate
Situată în ecoregiunea continentală, aria protejată conține 6 habitate naturale: Cursuri de apă de la nivel de câmpie la nivel montan, cu vegetație Ranunculion fluitantis și Callitricho-Batrachion, Mlaștini turboase de tranziție și turbării mișcătoare, Păduri acidofile de Picea de la nivel montan la nivel alpin (Vaccinio-Piceetea), Formațiuni ierboase bogate în specii de Nardus, dezvoltate pe substraturi silicioase în zone montane (și în zone submontane, în Europa continentală), Turbării active, Mlaștini împădurite.
La baza desemnării sitului se află un număr nedeclarat de specii protejate.